# Публічне право
Публі́чне пра́во — це сукупність правових норм різних галузей права, предметом регулювання яких є відносини у сфері реалізації публічних (державних, суспільних) інтересів за допомогою переважно імперативного методу регулювання.
До галузей публічного права перш відносять такі:
- конституційне право,
- кримінальне право,
- фінансове право,
- екологічне право,
- адміністративне право,
- бюджетне право,
- митне право,
- податкове право.

Тут юридичний пріоритет у питаннях захисту публічного інтересу має воля органів державної влади, яка, однак у першу чергу підкоряється її завданню захисту інтересів особи і суспільства в цілому. Тому саме цій кінцевій меті і підпорядковується логіка побудови галузей публічного права. Останнє своїми засобами створює соціальні умови правопорядку, за наявності яких громадянин почуває себе захищеним і має можливість реалізувати власні інтереси.

## Історія поділу права на публічне і приватне
Дихотомія права з його поділом на публічне і приватне право теоретично була обґрунтована ще в Стародавньому Римі. Саме римські юристи вважали цей поділ природним, оскільки він відображає зрозумілі ще у ті часи особливості і відмінності відносин між державою і приватною особою.
Через деякий час у Західній Європі відбулася рецепція римського права. Вона пройшла декілька етапів:
- вивчення;
- коментування та викладання римського права в європейських університетах;
- безпосереднє застосування римського права в юридичній практиці;
- реформування законодавства разом з ідеєю про його поділ після соціальних революцій XVII—XVIII ст.

І це було цілком закономірним, оскільки розвиток ринкових відносин і формування громадянського суспільства об'єктивно викликали до життя ідею виокремлення приватного права і повернення до вчення про приватне і публічне право.
Поділ права на приватне і публічне дістав теоретичної підтримки в працях мислителів Західної Європи (Г. Гроцій, Т. Гоббс, Ш. Монтеск'є, І. Кант, Г. Гендель та ін.). Ідея поділу права була ґрунтовно розроблена на теренах дореволюційної Російської Імперії правознавцями Л.Петражицьким, М.Коркуновим, Г. Шершеневичем. У тій чи іншій формі вона зберігається і сьогодні. У той же час, якщо в континентальній Європі ідея поділу набула майже повного визнання, то в країнах англосаксонської правової сім'ї вона не набула такого авторитету, підтримується не всіма юристами і тлумачиться по іншому.
Протягом існування радянської держави офіційна юридична наука негативно ставилася до поділу права на публічне і приватне. Такий підхід був обумовлений ідеологією марксизму-ленінізму, В. І. Ленін казав: «Ми нічого „приватного“ не визнаємо, для нас все в галузі господарства є публічно правовим, а не „приватним“».
Нині, в умовах визнання і законодавчого закріплення приватної власності, пострадянські держави будують економіку на ринкових засадах. Тому легалізація приватного права, законодавче закріплення його галузей є майже необхідним для формування громадянського суспільства, стимулювання підприємницької діяльності. Цілком закономірним ж те, що в юридичній науці відродився і підхід до поділу права на приватне і публічне.

## Ознаки публічного права
До ознак публічного права можна віднести такі:
1. Галузі публічного права регулюють відносини між нерівними, юридично підпорядкованими суб'єктами;
2. Його норми спрямовані на регулювання відносин, в яких суб'єкти задовольняють загальний (публічний, державний) інтерес;
3. Має особливості суб'єктного складу (основним учасником публічно-правових відносин завжди виступає держава, а додатковим—суб'єкти приватного права.
4. За своїм призначенням воно випливає з приватного права, підкоряється йому (тобто державно-правовий порядок створюється засобами публічного права з метою забезпечення сфери свободи особи, вільної від державного втручання);
5. Його суб'єкти здійснюють волевиявлення одноособово. Це означає, що публічно-правові відносини може регулювати, а відповідні права і обов'язки їх суб'єктів здатна встановлювати лише держава;
6. В ньому застосовується імперативний метод регулювання. Головним правовим інструментарієм таких галузей є позитивні зобов'язання та заборони. Основним типом правового регулювання виступає спеціальний дозвіл.

Між публічним та приватним правом немає перехідних кордонів—вони взаємопов'язані. Ті функції, які вони виконують, зрештою відповідають інтересам усіх. Тому приватне право фактично не існує без публічного, оскільки останнє покликане охороняти і захищати приватні відносини. Приватне право ґрунтується на публічному, без якого воно могло б бути знецінене. Крім того, в процесі історичного розвитку грані між ними в деяких сферах суспільного і державного життя стираються, виникають змішані публічно-правові і приватно-правові відносини (наприклад, з питань соціального, трудового права). Разом із тим на сьогодні публічне і приватне право залишаються фундаментальними вихідними частинами дійсно демократичної правової системи.

## Критерії поділу на приватне та публічне право
Загалом поділ права на публічне і приватне був очевидним для більшості юристів романо-германської школи, у міжнародній енциклопедії порівняльного права зазначено, що поділ норм права на публічне та приватне є найважливішою класифікацією норм у романо-германському праві, що виділяє приватне право серед інших правових сімей. Водночас за цією очевидністю криється одне з найскладніших завдань у галузі права.
 Протягом всієї історії розвитку юриспруденції здійснювалося багато спроб визначити чіткі критерії розмежування публічного і приватного права. Так, на думку Ф. Савіньї, приватне право вирізняється метою юридичних відносин, за Р. Ієрингом — характером інтересу, який захищається ; за Е. Дюркгеймом — пов'язаними санкціями; за Г. Еллінеком — порядком реалізації суб'єктного права.
У XVIII—XIX ст. деякі правознавці пропонували так званий матеріальний критерій, відповідно до якого певну норму можна віднести до сфери публічного або приватного права залежно від змісту регульованих відносин. Так, до сфери приватного права повинні належати норми, що регулюють майнові відносини. Водночас очевидно, що застосування такого критерію не дає адекватної оцінки норми, оскільки, наприклад, відносини, пов'язані з формуванням державного бюджету, мають майновий характер але не належать до сфери приватного права. Розроблення матеріального критерію, власно кажучи, є варіантом критерію інтересу.

Новим напрямом порівняно з римською школою права є інша концепція, що виходить з критерію формального характеру, відповідно до якого до публічного права належать норми, що регулюють відносини, які охороняються в карному або адміністративному порядку, тоді як приватноправові відносини захищаються цивільними судами з ініціативи приватних осіб. Але і ця теорія не набула широкого визнання, оскільки не пояснювала кримінально- та адміністративно-правовий захист приватноправових інтересів, наприклад приватної власності, а в кримінальному праві багатьох країн існують норми, спрямовані на захист сімейних відносин тощо.
У XIX ст. було запропоновано новий критерій розмежування приватного і публічного права, відповідно до якого зазначені галузі права розрізняються за методом правового регулювання. Для публічного права характерним є регулювання відносин розпорядженнями імперативного характеру, що не можуть бути змінені ніякою приватною волею окремої особи. У відносинах публічно-правового характеру все підпорядковано волі державної влади; у регулюванні таких відносин застосовується метод влади і підпорядкування.
У сфері відносин приватноправового характеру, тобто відносин між приватними особами, діє зовсім інший метод регулювання: їм надається право певною мірою вільно визначати характер і зміст відносин між собою, вступати в будь-які відносини або, навпаки, утримуватися від реалізації своїх прав. Таким чином, на противагу централізованої волі держави з її методом регулювання влади і підпорядкування застосовується метод, що створює між учасниками відносини юридичної рівності, породжуючи систему юридичної децентралізації, тобто свободи і приватної ініціативи.
Висувалися твердження, що не існує принципової відмінності між приватним і публічним правом, і розподіл права на приватне і публічне не має сенсу. «Коли ми хочемо аналізувати терміни „приватне“ і „публічне“, намагаємося вводити критерій їх поділу, то виявляємо, — писав І. Покровський, — що межа, яка здавалася б цілковито ясною і чіткою, стає розмитою і зовсім стирається» . Більш того, деякі вчені взагалі заперечували дуалізм у праві (наприклад, Д. Грімм [40]), а відомий англійський юрист Дж. Остін вважав, що критерій поділу права на публічне і приватне, який застосовується на континенті, є незрозумілим.
Дуалізм у праві відкидався і за часів колишнього СРСР . Як про щось ірраціональне, усвідомлюване скоріше на інстинктивному рівні, ніж за чіткими юридичними ознаками, характеризували поділ права на публічне і приватне радянські юристи. Проте більшість учених, як зазначалося вище, доходить висновку про доцільність такого поділу права.